# ヒピラくん
『ヒピラくん』は、大友克洋・木村真二による日本の絵本作品。2001年1月から2002年3月まで絵本雑誌『別冊すてきな奥さん ね〜ね〜』（主婦と生活社）で連載された。
2009年12月21日から25日までNHK-BS2のBS冬休みアニメ特選2009枠にてテレビアニメが放送された。

## ストーリー
吸血鬼の町サルタに住むヒピラくんは、友達の妖精ソウルくんと一緒に今日も冒険を繰り広げる。

## 登場人物
ヒピラ
声 - 小林由美子
本作品の主人公。吸血鬼。
ソウルくん
声 - 大原さやか
人間のタマシイからしぼり出されたヒトダマ妖精。
チョーロウ
声 - 島田敏
サルタの長老。
ゲオルゲ
声 - 鈴木千尋

デルチャ
声 - 芝原チヤコ

エレナ
声 - 藤村歩
ヒピラの学校の友達。
マレーナ先生
声 - 横尾まり

ロゼ
声 - 折笠富美子

カエル王子
声 - 高木渉

ゾンビ
声 - 吉本元喜

ゴブリン
声 - 藤村歩

バキューム
声 - 上田燿司

サンド
声 - 伊藤健太郎

ダート

ロック
声 - 吉本元喜

サラ
声 - 小島幸子

サラのママ
声 - 芝原チヤコ

ヤニス
声 - 大原さやか

## 書籍情報
原作（絵本）
- ヒピラくん（2002年、ISBN 4-391-12690-7） - 2002年9月27日に主婦と生活社から発行。単行本化に当り加筆修正がされた。2009年12月現在絶版。
- ヒピラくん（2010年、ISBN 978-4-06-364824-9） - 2010年4月8日に講談社より新規書き下ろし1話分を含む完全版が発行。

## テレビアニメ
2009年12月21日より2009年12月25日までNHK-BS2のBS冬休みアニメ特選2009枠にて放送された。2010年10月28日からはCS放送「アニマックス」でも放送開始。

### スタッフ
- 監督 - 木村真二
- 原作 - 「ヒピラくん」（おはなし・大友克洋/え・木村真二）
- CGI監督 - 佐藤広大
- 音響監督 - 百瀬慶一
- サウンドエディター - 佐藤秀国、坂口由洋
- 音楽 - コーニッシュ
- エグゼクティブプロデューサー - 江口政道
- プロデューサー - 向井地基起、土屋康昌
- アニメーション制作 - サンライズ
- 製作 - バンダイビジュアル、サンライズ

### サブタイトル
1. ヒピラくん登場の巻
2. ソウルくん誕生の巻
3. コケコッコーの巻
4. 野バラの精の巻
5. カエル王子の巻
6. 学校はたのしいの巻
7. サルタ最後の日?の巻
8. あたらしい友だちの巻
9. 地底世界の巻
10. ウィッチ･スケッチの巻
11. 恐怖!ムンカー館の巻
12. 赤い部屋の秘密の巻

### とびだすアニメ!! ヒピラくん（3D版アニメ）
パナソニック3Dビエラのデモ映像として、ダイジェスト映像が3D（ステレオ3D）化された。これをきっかけとして、2011年6月14日には、バンダイビジュアル初のBlu-ray Disc 3D商品として、1話・2話・3話・10話の3D版が収録されたものが発売された。製品内には3D化を行ったスタッフは表記されていないが、後にキュー・テックにより2D-3D変換された事が明らかにされた。
この同作品は2011年10月、「国際3Dアワード2011 Lumiere Japan」において、テレビ部門：アニメーションとして受賞を果たしている。更に、I3DS（International 3D Society）2012 3D CREATIVE ARTS AWARDSにて、「Special Jury Awards (特別審査委員賞)」を受賞した。